# Copa Espírito Santo de Futebol 2003
In 2003 werd de eerste editie van de Copa Espírito Santo de Futebol, gespeeld voor voetbalclubs uit de Braziliaanse staat Espírito Santo, die niet aantraden in de nationale reeksen. De competitie werd georganiseerd door de FES en werd gespeeld van 29 oktober tot 7 december. Er werden twee toernooien gespeeld, omdat Estrela do Norte beide won was er geen finale om de titel nodig. 

## Eerste toernooi
| Plaats | Clu                 | Wed. | W | G | V | Saldo | Ptn. |
| ------ | ------------------- | ---- | - | - | - | ----- | ---- |
| 1.     | Estrela do Norte    | 5    | 4 | 1 | 0 | 14:4  | 13   |
| 2.     | Serra               | 5    | 4 | 1 | 0 | 12:4  | 13   |
| 3.     | Desportiva Capixaba | 5    | 3 | 0 | 2 | 10:8  | 9    |
| 4.     | Rio Branco          | 5    | 1 | 0 | 4 | 5:11  | 3    |
| 5.     | Tupy                | 5    | 1 | 0 | 4 | 3:10  | 3    |
| 6.     | Cachoeiro           | 5    | 1 | 0 | 4 | 3:10  | 3    |

|  | Geplaatst voor finale |

## Tweede toernooi
| Plaats | Clu                 | Wed. | W | G | V | Saldo | Ptn. |
| ------ | ------------------- | ---- | - | - | - | ----- | ---- |
| 1.     | Estrela do Norte    | 5    | 3 | 2 | 0 | 14:3  | 11   |
| 2.     | Rio Branco          | 5    | 3 | 1 | 1 | 13:7  | 10   |
| 3.     | Desportiva Capixaba | 5    | 2 | 1 | 2 | 13:6  | 7    |
| 4.     | Tupy                | 5    | 2 | 0 | 3 | 5:10  | 6    |
| 5.     | Serra               | 4    | 1 | 0 | 3 | 5:8   | 3    |
| 6.     | Cachoeiro           | 4    | 1 | 0 | 3 | 4:19  | 3    |

|  | Geplaatst voor finale |

## Kampioen
| Copa Espírito Santo de Futebol de 2003 |
| Cachoeiro de Itapemirim                |
| -------------------------------------- |
| ESTRELA DO NORTE Kampioen (1° titel)   |